# Llibres clàssics de la ciència
Es consideren clàssics de la ciència aquells llibres (o articles) relacionats amb ciència, matemàtiques, i en algun cas també enginyeria, sobre els quals hi ha consens quant a la rellevància històrica dels descobriments o avanços tècnics que hi van aportar.
Aquests llibres suposen una font important de referències primàries en els diversos camps de la recerca científica i proporcionen informació bàsica per a l'estudi dels seus desenvolupaments històrics (Història de la ciència, Història de les matemàtiques, etc.), a més de ser útils amb finalitat divulgativa.

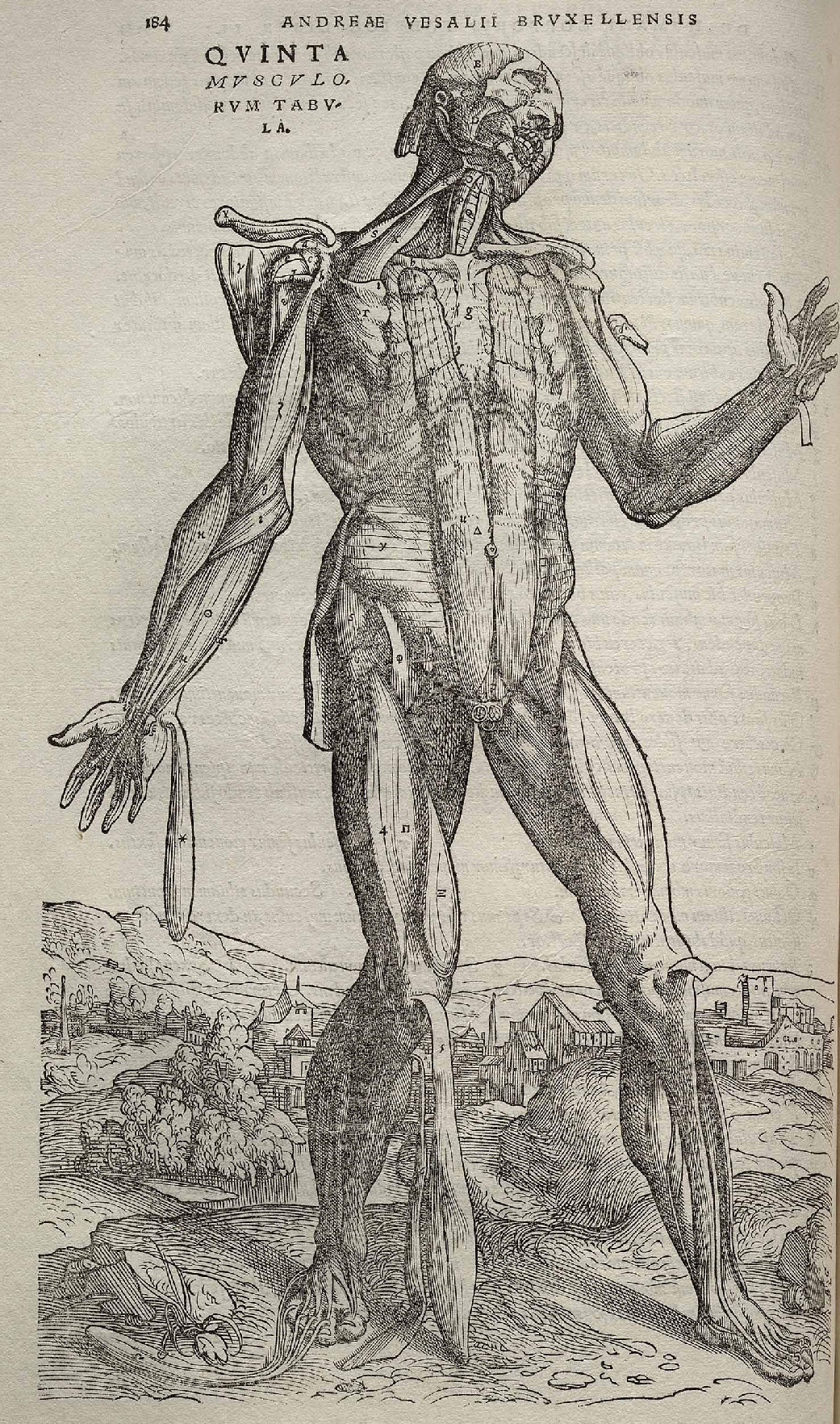
Vesalius, Fabrica, Segle XVI.

La llista següent es limita a obres de les quals estan disponibles les edicions originals i que, donada la seva rellevància, són habitualment considerades objectes d'antiquari (que poden arribar a preus de centenars o milers d'euros, en funció també de l'estat de conservació). No obstant això, és habitual trobar reedicions d'aquestes obres en col·leccions com: Clàssics de la Ciència i Tecnologia d'Editorial Planeta, Great Books of the Western World (que va suposar un intent notable de recopilar el cànon occidental literari, incloent obres científiques), Dover Publications; o edicions electròniques a través d'Internet Archive o Google Books.
El període històric que abasta se situa entre el començament de la revolució científica (dècada de 1540) i la Segona Guerra Mundial o mitjans del segle xx. Els llibres impresos anteriors a aquesta època, com els incunables, són extremadament rars i igualment de gran valor econòmic, no obstant això encara que alguns s'acceptessin en la concepció «científica» de l'època (com els que tracten d'alquímia o màgia renaixentista) no estan inclosos dins de la noció de literatura científica. Tampoc no formen part d'aquesta llista els escrits anteriors a la invenció de la impremta perquè les edicions originals no solen estar disponibles, no obstant això s'hi poden trobar grans clàssics de la ciència.
El començament de la revolució científica sol situar-se amb la publicació l'any 1543 de l'obra de Nicolás Copèrnic De revolutionibus orbium coelestium, de la qual, alguna de les primeres edicions conservades, s'ha arribat a vendre per més de 2 milions US$ en subhastes.

## Llista de llibres
Segle XVI
- Brunfels, Otto. Contrafayt Kreüterbuch, 1532-37. Botànica.
- Fuchs, Leonhart. De Historia Stirpium Commentarii Insignes. Basilea, 1542. Botànica.
- Copernicus, Nicolaus. De revolutionibus orbium coelestium.[6] Wittenberg, 1543. Teoria heliocèntrica.
- Vesalius, Andreas. De humani corporis fabrica (De l'estructura del cos humà).[7] Basilea, 1543. Anatomia.
- Cardano, Gerolamo. Artis magnae sive de regulis algebraicis (L'art de resoldre equacions algebraiques). Núremberg, 1545. Àlgebra.
- Gessner, Conrad. Historia Animalium.[8] 1551-58. Zoologia
- Bock, Hieronymus. Kreutterbuch. Estrasburg, 1552. Botànica.
- Paracelsus. Theil der grossen Wundartzney.[9] Frankfurt, 1556. Medicina.
- Agricola, Georgius. De re metallica. Basilea, 1561. Mineralogia.
- Regiomontanus. De triangulis planis et sphaericis libri quinque.[10] Basilea, 1561. Trigonometria.
- Bombelli, Rafael. Algebra. 1569/1572. Nombre imaginari.
- Bruno, Giordano. De l'infinito, universo e mondi. 1584 Cosmologia.[11]
- Stevin, Simon. De Thiende (El decimal). 1585. Numeració decimal.
- Viète, François. In artem analyticam isagoge.[12] Tours, 1591. Àlgebra.

Segle XVII

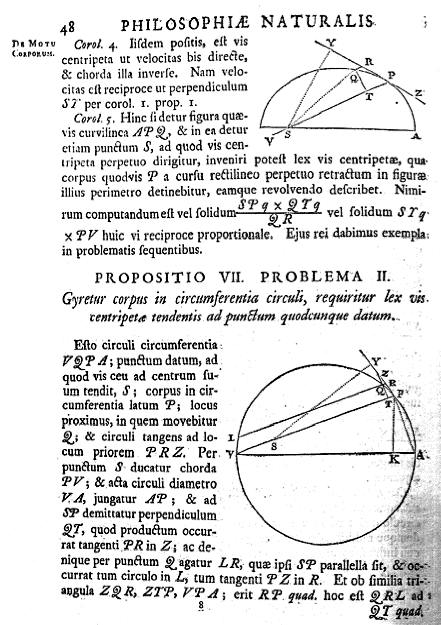
Newton, Principia, 1600s.

- Gilbert, William. De Magnete.[13] Londres, 1600 Magnetisme
- Kepler, Johannes. Astronomia Nova. 1609. Mecànica celeste.
- Galilei, Galileo. Sidereus Nuncius (El missatger sideral). Frankfurt, 1610. Astronomia.
- Napier, John. Mirifici logarithmorum canonis descriptio,[14] 1614. Logaritmes
- Kepler, Johannes. Harmonices Mundi.[15] Linz, 1619. Mecànica celeste.
- Bacon, Francis. Novum Organum. Londres, 1620. Filosofia de la ciència.
- Branca, Giovanni. Le Machine.[16] Roma, 1629. Màquina de vapor
- Descartes, René. Discours de la Methode / La Géométrie. Leiden, 1637 Geometria analítica
- Fermat, Pierre de. Methodus ad disquirendam maximam et minimam,[17] 1638. Càlcul.
- Galilei, Galileo. Discorsi e dimostrazioni matematiche, intorno a due nuove scienze. Leiden, 1638. Mecànica clàssica
- Desargues, Gérard. Brouillon-project d'une atteinte aux evenemens des rencontres du cone avec un pla, 1639. Geometria projectiva.
- Harvey, William. Exercitatio Anatomica de Motu Cordis et Sanguinis in Animalibus (Exercicis anatòmics, relatius al cor i la sang) Londres, 1653.[18] Sistema circulatori
- Wallis, John. Arithmetica infinitorum, 1655. Càlcul
- Boyle, Robert. The Sceptical Chymist.[19] Londres, 1661. Química.
- Pascal, Blaise. Traitez de l'Equilibre des Liqueurs, et de la Pesanteur de la Masse de l'Air.[20] París, 1663. Hidrostàtica.
- Gregory, James. Optica Promota, 1663. Òptica.
- Hooke, Robert. Micrographia. Londres, 1665. Microscopía.
- Malpighi Marcello. De polypo cordis. 1666. Histologia.
- Steno, Nicolas. De Solido intra Solidum Naturaliter Contento Dissertationis Prodromus. Florència, 1669. Estratigrafia.
- Barrow, Isaac. Lectiones geometricae,[21] 1670. Càlcul.
- Lana de Terzi, Francesco. Prodromo. 1670. Aeronàutica.
- Von Guericke, Otto. Experimenta Nova (ut vocantur) Magdeburgica de Vacuo Spatio.[22] Magdeburger Halbkugeln, 1672. Física experimental.
- Fermat, Pierre de. Ad locus plans et solidos isagoge, 1679. Geometria analítica.
- Borelli, Giovanni. De Motu Animalium. Roma, 1680. Biomecànica.
- Leibniz, Gottfried. Nova Methodus pro Maximis et Minimis, 1684. Càlcul.
- Newton, Isaac. Philosophiæ Naturalis Principia Mathematica.[23] Londres, 3 Vol, 1687. Mecànica clàssica.
- Huygens, Christiaan. Traité de la Lumière. Leiden, 1690. Òptica.
- Leibniz, Gottfried Wilhelm. Specimen Dynamicum. Viena, 1695. Mecànica clàssica.
- van Leeuwenhoek, Antonie. Arcana Naturae, Ope & Beneficio Exquisitissimorum Microscopiorum.[24] Leiden, 1696. Microbiologia.
- l'Hôpital, Guillaume de. Analyse des infiniment petits. París, 1696. Càlcul.
- Savery, Thomas. Machinery for Raising Water, Giving Motion to Mills, &c. (British Patent Núm. 356; 1698). 1698.[25] Màquina de vapor.

Segle XVIII

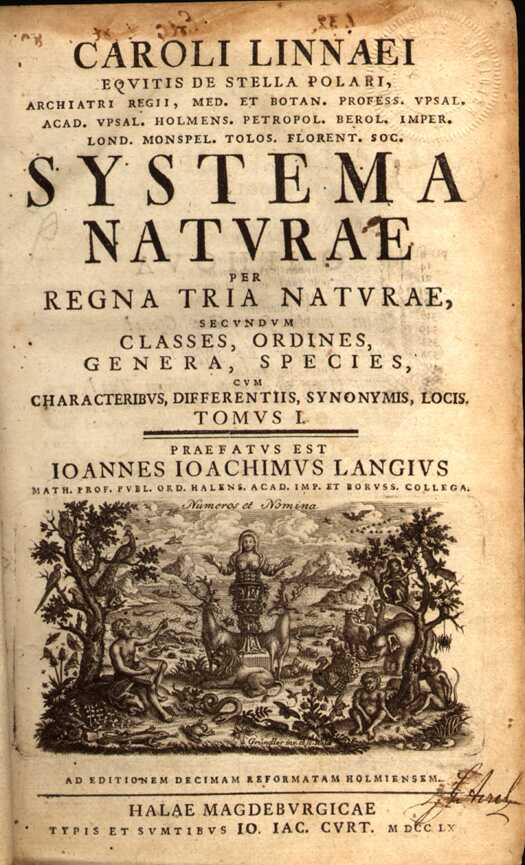
Linnaeus, Systema Naturae, 1700s

- Newton, Isaac (Anglaterra). Opticks.[26] Londres, 1704. Òptica.
- Halley, Edmund (Anglaterra). Synopsis Astronomia Cometicae. 1705. Astronomia.
- Hauksbee, Francis (Anglaterra). Physico-mechanical Experiments on Various Subjects.[27] Londres, 1709. Electricitat.
- Bernoulli, Jakob (Suïssa). Ars Conjectandi.[28] 1713. Teoria de la probabilitat.
- Taylor, Brook (Anglaterra). Methodus Incrementorum Directa et Inversa,[29] 1715. Sèries de Taylor.
- de Moivre, Abraham (França). The Doctrine of Chances. 1718. Teoria de la probabilitat.
- Geoffroy, Étienne F. (França). Table des différents rapports observés en Chimie entre différentes substances. 1718. Química
- Halis, Stephen (Anglaterra). Vegetable staticks. 1727. Fisiologia vegetal.
- Linnaeus, Carl (Suècia). Systema Naturae. Països Baixos, 1735. Taxonomia.
- Bernoulli, Daniel (Països Baixos). Hydrodynamica. Estrasburg, 1738, Hidrodinàmica.
- Celsius, Anders (Suècia). Observationer om twänne beständiga grader på en thermometer.[30] Estocolm, 1741. Escala Celsius.
- d'Alembert, Jean li Rond (França). Réflexions sur la cause générale des vents,[31] 1747. Nombre complex.
- Euler, Leonhard (Suïssa). Introductio in analysin infinitorum. Lausana, 1748. Anàlisi matemàtica.
- Leclerc, Georges Louis (França). Histoire Naturelle. 1748-88. Enciclopèdia.
- Wright Thomas (Anglaterra). An original theory or new hypothesis of the universe.[32] Londres, 1750. Astronomia.
- Maupertuis Pierre-Louis (França). Essai de cosmologie.[33] París, 1750. Principi de mínima acció.
- Franklin, Benjamin (EE.UU.). Experiments and Observations on Electricity.[34] Londres/Filadèlfia, 1751. Electricitat.
- Black, Joseph (Escòcia). Experiments upon magnesia alba. 1755. Química.
- von Haller, Albrecht (Suïssa). Elementa physiologiae corporis humana. 1757-66. Fisiologia.
- Wolff, Caspar Friedrich (Alemanya/Rússia). Theoria generationis.[35] Halle, 1759. Embriologia.
- Bayes, Thomas (Anglaterra). An Essay towards solving a Problem in the Doctrine of Chances.[36] Londres, 1763. Probabilitat bayesiana.
- Cavendish, Henry (Anglaterra). Experiments on Factitious Air. 1766. Química.
- Priestley, Joseph (Anglaterra). Experiments and Observations on differents Kinds of Air. 1774. Química.
- Smith, Adam (Escòcia). An Inquiry into the Nature and Causes of the Wealth of Nations. Londres, 2 Vol, 1776. Economia.
- Monge, Gaspard (França). Sur la théorie des déblais et des remblais,[37] 1781. Geometria descriptiva.
- de Coulomb, Charles-Augustin (França). Mémoires sur l'électricité et le magnétisme. 1785. Llei de Coulomb.
- Lagrange, Joseph (Itàlia). Mécanique analytique. París, 1788. Dinàmica.
- Hutton, James (Escòcia). Theory of the Earth.[38] Edimburg, 1788. Geologia.
- Lavoisier, Antoine (França). Traité Élémentaire de Chimie (Tractat elemental de química).[39] París, 2 Vol, 1789. Química.
- Cavendish, Henry (Anglaterra). Experiences to determine the density of the Earth. 1789. Massa terrestre.
- Galvani, Luigi (Itàlia). De viribus electricitatis in motu musculari commentarius[40] Bolonya, 1791. Electricitat.
- Legendre, Adrien-Marie (França). Essai sur la théorie des noms.[41] París, 1798. Teoria de nombres.
- Jenner, Edward (Anglaterra). An Inquiry into the Causes and Effects of the Variolæ Vaccinæ. 1798.[42][43] Immunologia.
- Thomson, Benjamin (EE.UU.). An Experimental Enquiry Concerning the Source of the Heat which is Excited by Friction. 1798. Equivalent mecànic de la calor.
- Malthus, Thomas (Anglaterra). An Essay on the Principle of Population. Londres, 1798. Demografia.
- Volta, Alessandro (Itàlia). De vi attractiva ignis electrici, ac phaenomenis inde pendentibus, 1799.[44] Electricitat
- Wessel, Caspar (Noruega). Om directionens analytiske betegning.[45] Copenhaguen, 1799. Nombre imaginari.
- Ruffini, Paolo (Itàlia). Teoria generale dele equazioni, in cui si dimostra impossibile. La soluzione algebraica delle equazioni generali di grado superiore al quatro. Bolonya, 1799. Àlgebra.

Segle XIX

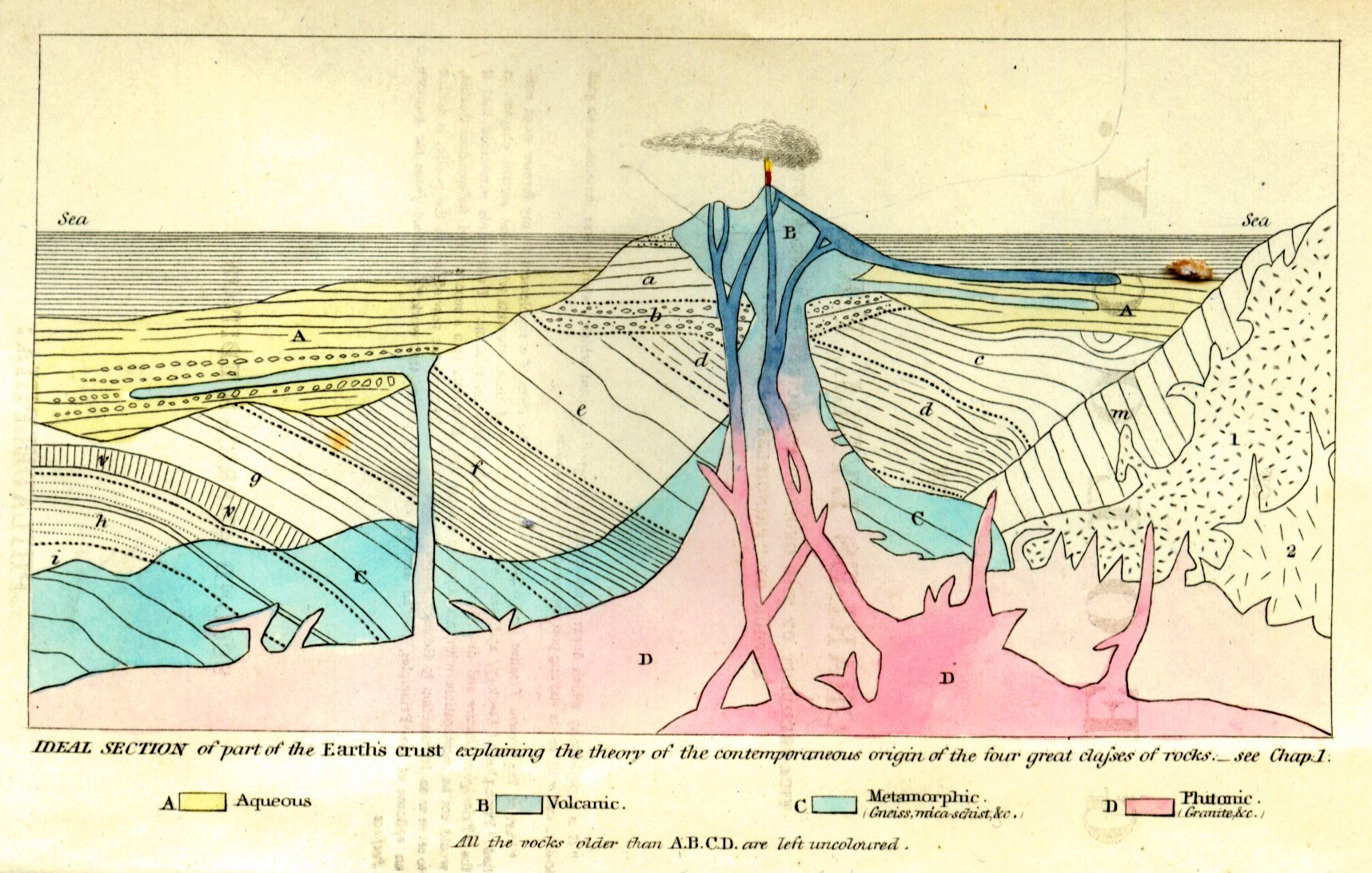
Lyell, Principles of Geology, 1800s

- Gauss, Carl Friedrich (Alemanya). Disquisitiones Arithmeticae.[46] Leipzig, 1801. Teoria de nombres.
- Young, Thomas (Anglaterra). Experiments and Calculations Relative to Physical Optics,[47] 1803. Luz.
- von Humbodlt, Alexander (Alemanya). Essai sur la géographie des plantes, 1805. Geografia.
- Argand, Jean-Robert (Suïssa). Essai sur une manière de representer les quantités imaginaries dans les constructions géométriques,[48] 1806. Nombre imaginari.
- Dalton, John (Anglaterra). A New System of Chemical Philosophy.[49] Londres, 1808. Teoria atòmica.
- Berzelius, Jöns Jacob (Suècia). Läroboken i kemien,[50] 1808. Química.
- Cayley, George (Anglaterra). On Aerial Navigation.[51] Brompton, 3 Vol, 1809. Aeronàutica.
- Ørsted, Hans Christian (Dinamarca). Experimenta circa effectum conflictus electrici in acum magneticam.[52][53] Copenhaguen, 1820. Electromagnetisme.
- Fourier, Joseph (França). Théorie Analytique de la Chaleur.[54] París, 1822. Sèries de Fourier.
- Fresnel, Augustin-Jean (França). Mémoire Sur Un Nouveau Système D'Éclairage Des Phares Lu. À L'Académie Des Sciences. París, 1822. Òptica.
- Babbage, Charles (Anglaterra). Mr. Babbage's invention: Application of machinery to the purpose of calculating and printing mathematical tables.[55] Londres, 1823. Informàtica
- Lobachevsky, Nikolai (Rússia). Geometriya.[56] 1823. Geometria no euclidiana.
- Cauchy, Augustin-Louis (França). Le calcul infinitesimal.[57] París, 1823. Anàlisi matemàtica.
- Carnot, Sadi (França). Réflexions sur la Puissance Motrice du Feu et sur les machines propres à déveloper cette puissance. París, 1824. Termodinàmica.
- Ampère, André-Marie (França). Mémoire sur la théorie mathématique des phénomènes électrodynamiques, 1827.[58] Electromagnetisme.
- Laplace, Pierre-Simon (França). Traité de Mécanique Céleste.[59] París, 1827. Mecànica clàssica
- Ohm, Georg (Alemanya). Die Galvanische Kette mathematisch bearbeitet.[60] Berlín, 1827. Electricitat.
- Lyell, Charles (Escòcia). Principles of Geology.[61] Londres, 1830. Geologia.
- Poisson, Siméon Denis (França). Théorie Mathématique de la Chaleur. París, 1835. Transferència de calor.
- Faraday, Michael (Anglaterra). Experimental Researches in Electricity.[62][63] Londres, 1839-55. Electricitat.
- Babbage, Charles & Lovelace, Ada (Anglaterra). Sketch of the Analytical Engine invented by Charles Babbage (amb notes addicionals d'Augusta Ada, Countess of Lovelace), 1843.[64] Informàtica.
- von Mayer, Julius (Alemanya). Bemerkungen über die Kräfte der unbelebten Natur,[65] Liebig's Annalen der Chemie. 1842. Conservació de l'energia.
- Joule, James P. (Anglaterra). On the Calorific Effects of Magneto-Electricity, and on the Mechanical Value of Heat.[66][67] Londres, 1843. Conservació de l'energia.
- Hamilton, William Rowan (Irlanda). On Quaternions. Londres/Edimburg/Dublin, 1844. Cuaternión.
- von Helmholtz, Hermann (Alemanya). Über die Erhaltung der Kraft (Sobre la conservació de la 'força'). 1847.[68] Conservació de l'energia.
- von Humbodlt, Alexander (Alemanya). Kosmos.[69] 1848-62. Enciclopèdia.
- Clausius, Rudolf (Alemanya). Ueber die bewegende Kraft der Wärme.[70] Leipzig, 1850. Principis de la Termodinàmica.
- Thomson, William (1st Baron Kelvin) (Escòcia/Irlanda). On the dynamical theory of heat, with numerical results deduced from Mr Joule’s equivalent of a thermal unit and M. Regnault’s observations on steam.[71] Edimburg, 1851. Termodinàmica.
- Boole, George (Anglaterra). An Investigation of the Laws of Thought.[72] Londres, 1854. Àlgebra de Boole.
- Maury, Matthew Fontaine (EE.UU.). The Physical Geography of the Sea.[73] Nova York, 1855. Oceanografia.
- Virchow, Rudolf (Alemanya). Die Cellularpathologie in ihrer Begründung auf physiologische und pathologische Gewebelehre.[74] 1858. Patologia cel·lular.
- Darwin, Charles (Anglaterra). On the Origin of Species by Means of Natural Selection.[75] Londres, 1859. Biologia evolutiva
- Pasteur, Louis (França). Memoire sur les corpuscules organises qui existent dans l'atmosphere.[76] París, 1861. Microbiologia.
- Lejeune Dirichlet, P. G. (Alemanya). Vorlesungen über Zahlentheorie. Brunswick, 1863, Teoria de nombres.
- Bernard, Claude (França). Introduction à l'étude de la médecine expérimentale.[77] París, 1865. Medicina.
- Mendel, Gregor (República Txeca/Àustria). Versuche über Pflanzen-Hybriden (Experiments_sobre_hibridació_de_plantes).[78][79] Brno, 1866. Genètica.
- Riemann, Bernhard (Alemanya). Ueber die Hypothesen, welche der Geometrie zu Grunde liegen.[80] Gotinga, 1868. Geometria de Riemann
- Beltrami, Eugenio (Itàlia). Saggio di interpretazione della geometria senar-euclidea (Essay on an interpretation of senar-Euclidean geometry), 1868.[81] Geometria hiperbòlica.
- Galton, Francis (Anglaterra). Hereditary Genius: An Inquiry into Its Laws and Consequences. Londres, 1869, Estadística.
- Cohn, Ferdinand (Polònia). Untersuchungen ueber Bacterien.[82] Breslau, 3 Vol, 1870. Bacteriologia.
- Darwin, Charles (Anglaterra). The Descent of Man, and Selection in Relation to Sex.[83] Londres, 1871. Biologia evolutiva.
- Marx, Karl (Alemanya). Das Kapital. St. Petersburg, 1872. Economia.
- Maxwell, James Clerk (Escòcia). A Treatise on Electricity and Magnetism.[84] Oxford, 2 Vol, 1873. Electromagnetisme.
- Koch, Robert (Alemanya). Untersuchungen uber die aetiologie der wundinfectionskrankheiter. Leipzig, 1878. Bacteriologia.
- Gibbs, Willard (EE.UU.). On the Equilibrium of Heterogeneous Substances. New Haven, Connecticut, 1878. Fisicoquímica.
- Michelson, Albert A. (EE.UU.). Experimental Determination of the Velocity of Light. Annapolis, 1880. Velocitat de la llum.
- Abel, Niels Henrik (Noruega). Oeuvres complètes, 1881. Anàlisi matemàtica.
- Zhukovsky, Nikolai (Rússia). O protchnosti dvizheniya (La durabilitat del moviment). Moscou, 1882. Aeronàutica.
- Cantor, Georg (Rússia/Alemanya). Grundlagen einer allgemeinen Mannigfaltigkeitslehre.[85] Leipzig, 1883. Teoria de conjunts.
- Benz, Karl & Benz, Bertha (Alemanya). Benz Patent-Motorwagen (Patent alemanya no. 37435). 1886. Automoció.
- James, William (EE.UU.). The Principles of Psychology. Nova York, 1890. Psicologia.
- Mendeleev, Dmitri (Rússia). Principles of Chemistry. Londres, 1891. Química.
- Newcomb, Simon (EE.UU.). Astronomical Papers Prepared for the Use of the American Ephemeris and Nautical Almanac. Washington, D. de C., 1891. Astronomia.
- Poincare, Henri (França). Els méthodes nouvelles de la mécanique céleste. París, 1892. Mecànica celeste.
- Tesla, Nikola (Croàcia/EE.UU.). Experiments with Alternate Currents of High Potential and High Frequency. Nova York, 1892. Electricitat.
- Hertz, Heinrich (Alemanya). Untersuchungen über die Ausbreitung der elektrischen Kraft. 1893.[86][87] Radiació electromagnètica.
- Röntgen, Wilhelm (Alemanya). Ueber eine neue Art von Strahlen (Sobre un nou tipus de rajos). 1895.[88] Rajos-X.
- Bolyai, János (Hongria). The Science of Absolute Space.[89] 1896. Geometria no euclidiana
- Galois, Évariste (França). Oeuvres Mathematiques d'Évariste Galois. París, 1897. Teoria de grups.
- Curie, Marie (Polònia/França) & Curie, Pierre (França). Sur une nouvelle substance fortement radio-active, contenue dans la pechblende (Comptes Rendus Hebdomadaires des Séances de l'Académie des Sciences).[90] París, 1898. Radioactividad.
- Hilbert, David (Alemanya). Grundlagen der Geometrie (Fonaments de la geometria). 1899.[91] Matemàtiques.
- Ramón y Cajal, Santiago (Espanya). Textura del sistema nervioso del hombre y los vertebrados[92] 1899-1904. Neurociencia.

Segle XX (anterior a la Segona Guerra Mundial)
- Planck, Max (Alemanya). Zur Theorie des Gesetzes der Energieverteilung im Normalspectrum.[93] Leipzig, 1900. Mecànica quàntica.
- Bateson, William (Anglaterra). Mendel's principles of heredity. 1902. Genètica.
- Tsiolkovsky, Konstantin Eduardovich (Rússia). The Exploration of Cosmic Space by Means of Reaction Devices. Kaluga, 1903. Coets.
- Rutherford, Ernest (Nova Zelanda). Radio-activity.[94] Cambridge, 1904. Física Nuclear.
- Lorentz, Hendrik (Països Baixos). Electromagnetic phenomena in a system moving with any velocity smaller than that of light.[95] Ámsterdam, 1904. Relativitat Especial.
- Einstein, Albert (Alemanya). Zur Elektrodynamik bewegter Körper ("On the Electrodynamics of Moving Bodies") Leipzig, 1905.[96] Relativitat especial.
- Einstein, Albert (Alemanya). Does the Inertia of a Body Depend Upon Its Energy Content?[97] Leipzig, 1905. Física.
- Richardson, Lewis (Anglaterra). The Approximate Arithmetical Solution by Finite Differences of Physical Problems Involving Differential Equations, with an Application to the Stresses in a Masonry Dam.[98] Londres, 1910. Mecànica computacional.
- Boas, Franz (Alemanya/EE.UU.). The Mind of Primitive Man.[99] Nova York, 1911. Antropologia
- Bohr, Niels (Dinamarca). On the Constitution of Atoms and Molecules.[100][101][102] Londres, 1913. Mecànica quàntica.
- Wegener, Alfred (Alemanya). Die Entstehung der Kontinente und Ozeane[103] (L'origen dels continents i oceans). 1915. Geologia.
- Einstein, Albert (Alemanya). Die Grundlage Der Allgemeinen Relativitätstheorie (Fonaments de la Teoria General de la Relativitat).[104] Leipzig, 1916. Física.
- Noether, Emmy (Alemanya). Invariante Variationsprobleme. 1918. Teorema de Noether.
- Goddard, Robert Hutchings (EE.UU.). A Method of Reaching Extreme Altitudes. Washington, D.C, 1919. Coets.
- de Broglie, Louis (França). Recherches sur la théorie des quanta,[105] 1924. Dualitat ona-partícula.
- Whitehead, Alfred North (Anglaterra) i Russell, Bertrand (Anglaterra). Principia Mathematica. Cambridge, 1925. Matemàtiques.
- Heisenberg, Werner (Alemanya). Über quantentheorestische Umdeutung kinematischer und mechanischer Beziehungen. Berlín, 1925. Mecànica quàntica.
- Schrödinger, Erwin (Àustria). Quantisierung als Eigenwertproblem.[106] Leipzig, 1926. Mecànica quàntica.
- Heisenberg, Werner (Alemanya). Über den anschaulichen Inhalt der quantentheoretischen Kinematik und Mechanik[107] Berlín, 1927. Mecànica quàntica.
- Pavlov, Ivan (Rússia). Conditioned Reflexes. Nova York, 1928. Condicionament clàssic.
- Fleming, Alexander (Escòcia). On the Antibacterial Action of Cultures of a Penicillium (al British Journal of Experimental Pathology, Vol. X, No. 3), Londres. 1929. Penicil·lina.
- Oberth, Hermann (Romania). Wege zur Raumschiffahrt (Ways to Spaceflight).[108] Múnic/Berlin, 1929. Coets.
- Hubble, Edwin (EE.UU.). A Relation between Distance and Radial Velocity among Extra-Galactic Nebulae.[109] Washington, D. de C., 1929. Astrofísica.
- Fisher, Ronald (Anglaterra/Austràlia). The Genetical Theory of Natural Selection. 1930. Neodarwinismo.
- Dirac, Paul (Anglaterra). The Principles of Quàntum Mechanics. Oxford, 1930. Mecànica quàntica.
- Gödel, Kurt (República Txeca/EE.UU.). Über formal unentscheidbare Sätze der Principia Mathematica und verwandter Systeme I. Leipzig, 1931. Lògica matemàtica.
- von Neumann, John (Hungary/EE.UU.). Mathematische Grundlagen der Quantenmechanik. 1932. Mecànica quàntica.
- Goddard, Robert Hutchings (EE.UU.). Liquid Propellant Rocket Development.[110] Washington, D. de C., 1936. Coets.
- Keynes, John Maynard (Anglaterra). The General Theory of Employment, Interest and Money. Londres, 1936. Economia.
- Church, Alonzo (EE.UU.). A Note on the Entscheidungsproblem.[111] Ann Arbor, 1936. Ciències de la computació.
- Turing, Alan (Anglaterra). On Computable Numbers, with an Application to the Entscheidungsproblem.[112] Cambridge, 1937. Ciències de la computació.
- Dobzhansky, Theodosius (Ukraine/EE.UU.). Genetics and the Origin of Species. 1937. Biologia evolutiva.
- Shannon, Claude I. (EE.UU.). A Symbolic Analysis of Relay and Switching Circuits (Master's thesis, MIT). 1937.[113][114] Informàtica.
- Pauling, Linus (EE.UU.). The Nature of the Chemical Bond.[115] Ithaca, Nova York, 1939. Química.
- von Neumann, John (Hungary/EE.UU.) & Morgenstern, Oskar (Alemanya/EE.UU.). Theory of Games and Economic Behavior. Princeton, 1944. Teoria de jocs.